# Вінслов Тауншип (Нью-Джерсі)
Вінслов Тауншип (англ. Winslow Township) — селище (англ. township) в США, в окрузі Кемден штату Нью-Джерсі. Населення — 39 907 осіб (2020).

## Демографія
Згідно з переписом 2010 року, у селищі мешкало 39 499 осіб у 13 735 домогосподарствах у складі 10 180 родин. Було 14560 помешкань
Расовий склад населення:
| - 54,4 % — білих - 36,2 % — чорних або афроамериканців - 3,1 % — азіатів - 0,3 % — корінних американців - 3,0 % — осіб інших рас |

До двох чи більше рас належало 3,0 %. Частка іспаномовних становила 8,1 % від усіх жителів.
За віковим діапазоном населення розподілялося таким чином: 25,7 % — особи молодші 18 років, 63,7 % — особи у віці 18—64 років, 10,6 % — особи у віці 65 років та старші. Медіана віку мешканця становила 37,3 року. На 100 осіб жіночої статі у селищі припадало 92,6 чоловіків;  на 100 жінок у віці від 18 років та старших — 89,6 чоловіків також старших 18 років.
Середній дохід на одне домашнє господарство  становив 87 650 доларів США (медіана — 72 934), а середній дохід на одну сім'ю — 99 208 доларів (медіана — 85 005). Медіана доходів становила 55 644 долари для чоловіків та 50 943 долари для жінок. За межею бідності перебувало 9,3 % осіб, у тому числі 14,9 % дітей у віці до 18 років та 4,5 % осіб у віці 65 років та старших.
Цивільне працевлаштоване населення становило 19 056 осіб. Основні галузі зайнятості: освіта, охорона здоров'я та соціальна допомога — 29,3 %, роздрібна торгівля — 12,0 %, науковці, спеціалісти, менеджери — 9,8 %.